# ابراهیم‌آباد (دیواندره)
ابراهیم‌آباد (دیواندره)، روستایی از توابع بخش مرکزی شهرستان دیواندره در استان کردستان ایران است.

## جمعیت
این روستا در [[دهستان چهل چشمه]] قرار دارد و براساس [[سرشماری عمومی نفوس و مسکن ایران|سرشماری مرکز آمار ایران]] [[سرشماری عمومی نفوس و مسکن (۱۳۸۵1402)|در سال ۱۳۸۵1402]]، جمعیت آن ۱٬۰۲۴1519 نفر (۱۹۹خانوار350خانوار) بوده‌است.